# What the Health
What the Health è un docu-film del 2017 che critica l'impatto sulla salute del consumo di carne e latticini e mette in discussione le pratiche delle principali organizzazioni sanitarie e farmaceutiche. Il suo scopo principale è quello di sostenere una dieta a base vegetale.
Il documentario è stato criticato da un certo numero di medici, dietologi e giornalisti investigativi per quello che descrivono come una confusa correlazione tra studi scientifici usando fonti distorte per arrivare a delle conclusioni "deboli e inesistenti".

## Trama
Pubblicizzato come "Il film sulla salute che le organizzazioni sanitarie non vogliono vedere", il film segue Kip Andersen mentre intervista medici e altre persone riguardo alla dieta e alla salute. Andersen ha anche provato a contattare i rappresentanti di varie organizzazioni sanitarie ma risulta insoddisfatto delle loro risposte. Attraverso altre interviste esamina la presunta connessione tra la carne, i prodotti lattiero-caseari e le industrie farmaceutiche, nonché di varie organizzazioni sanitarie. La sinossi è che problemi molto gravi legati alla salute sono la conseguenza del consumo di carne e di prodotti caseari e che esiste una cospirazione per coprire questo.

## Produzione
What the Health è stato scritto, prodotto e diretto da Kip Andersen e Keegan Kuhn, il team di produzione del documentario Cowspiracy.
Il film è stato finanziato tramite una campagna Indiegogo a marzo 2016, raccogliendo più di 235000 $. Il film è stato distribuito a livello mondiale su Vimeo il 16 marzo 2017 e le proiezioni sono state concesse in licenza tramite Tugg Inc.

## Personaggi principali
Le seguenti persone hanno partecipato al film, in ordine di apparizione:
- Michael Greger (medico, sostenitore del vegetarianismo, autore)
- Michael Klaper (medico, sostenitore del veganismo, autore)
- Neal D. Barnard (ricercatore clinico, autore, sostenitore del veganismo)
- Caldwell Esselstyn (medico, sostenitore del vegetarianismo, autore)
- Kim A. Williams (cardiologo, presidente dell'ACC)
- John McDougall (medico, sostenitore del vegetarianismo, autore)

Sono stati anche intervistati un certo numero di non-medici:
- Michele Simon (avvocato della salute pubblica, autrice)
- Steve-O (comico, attore)
- Ryan Shapiro (storico della sicurezza nazionale, MIT)
- David Carter (giocatore di football americano)
- Timothy Shieff (campione di freerunner, Ninja Warrior)
- Tia Blanco (surfista professionista)

## Libro
Un libro speculare al film, con lo stesso titolo, è stato pubblicato nel febbraio 2017. È stato scritto da Eunice Wong, moglie del giornalista Chris Hedges.